# سعید رضوی فقیه
سعید رضوی فقیه (متولد الیگودرز) فعال دانشجویی و روزنامه‌نگار اصلاح طلب ایرانی است.
وی سابقه فعالیت در روزنامه‌های اصلاح طلب صبح امروز، بهار، دوران امروز، بنیان، نوروز، و وقایع اتفاقیه را داشته است. 
وی دو دور طی سال‌های ابتدایی دهه هشتاد دو بار بعنوان عضو شورای مرکزی دفتر تحکیم وحدت انتخاب شد.
رضوی فقیه که دارای مدرک دکتری فلسفه از دانشگاه تربیت مدرس تهران است برای ادامه تحصیل در مقطع دکتری در رشته‌ای دیگر به فرانسه عازم شد و در آنجا نیز در مهر ۱۳۸۵ بعنوان دبیر اتحادیه انجمن‌های اسلامی دانشجویان در اروپا انتخاب شد.
رضوی فقیه در مورد وقایع سال ۸۸ نقدهایی را به جنبش های مردمی وارد کرده که باعث مخالفت گروه های دانشجویی با او شده.

## دستگیری و زندان
رضوی فقیه که طی دوران تحصیل بارها به ایران سفر کرده بود، در جریان آخرین سفر خود به ایران در بهمن ۱۳۸۷ پس از توقیف پاسپورتش در فرودگاه امام خمینی تهران و مراجعه به دادگاه انقلاب بازداشت شد. دادگاه انقلاب، حکم چهار سال زندان به اتهام اقدام علیه امنیت ملی و فعالیت تبلیغی علیه نظام از طریق سخنرانی در تجمعات دانشجویی در اعتراض به حکم اعدام آقاجری و سایر سخنرانی‌ها را که به‌طور غیابی برای وی صادر اما به وکیل او (نعمت احمدی) ابلاغ نشده بوده‌است، اعلام کرد.